# Châtillon-sur-Loire
Châtillon-sur-Loire és un municipi francès, situat al departament del Loiret i a la regió de Centre – Vall del Loira. L'any 2007 tenia 3.072 habitants.

## Demografia

### Població
El 2007 la població de fet de Châtillon-sur-Loire era de 3.072 persones. Hi havia 1.315 famílies, de les quals 462 eren unipersonals (192 homes vivint sols i 270 dones vivint soles), 356 parelles sense fills, 380 parelles amb fills i 117 famílies monoparentals amb fills.
La població ha evolucionat segons el següent gràfic:
Habitants censats

### Habitatges
El 2007 hi havia 1.710 habitatges, 1.360 eren l'habitatge principal de la família, 194 eren segones residències i 156 estaven desocupats. 1.487 eren cases i 217 eren apartaments. Dels 1.360 habitatges principals, 894 estaven ocupats pels seus propietaris, 433 estaven llogats i ocupats pels llogaters i 33 estaven cedits a títol gratuït; 7 tenien una cambra, 134 en tenien dues, 329 en tenien tres, 415 en tenien quatre i 475 en tenien cinc o més. 942 habitatges disposaven pel capbaix d'una plaça de pàrquing. A 646 habitatges hi havia un automòbil i a 521 n'hi havia dos o més.

### Piràmide de població
La piràmide de població per edats i sexe el 2009 era:
| Homes | Edats   | Dones |
| ----- | ------- | ----- |
| 0     | 95 o +  | 24    |
| 8     | 90 a 94 | 24    |
| 24    | 85 a 89 | 96    |
| 32    | 80 a 84 | 40    |
| 48    | 75 a 79 | 100   |
| 76    | 70 a 74 | 88    |
| 72    | 65 a 69 | 96    |
| 68    | 60 a 64 | 96    |
| 52    | 55 a 59 | 64    |
| 72    | 50 a 54 | 52    |
| 92    | 45 a 49 | 64    |
| 80    | 40 a 44 | 92    |
| 148   | 35 a 39 | 104   |
| 96    | 30 a 34 | 124   |
| 120   | 25 a 29 | 112   |
| 44    | 20 a 24 | 36    |
| 80    | 15 a 19 | 96    |
| 76    | 10 a 14 | 108   |
| 140   | 5 a 9   | 88    |
| 80    | 0 a 4   | 96    |

## Economia
El 2007 la població en edat de treballar era de 1.822 persones, 1.405 eren actives i 417 eren inactives. De les 1.405 persones actives 1.261 estaven ocupades (669 homes i 592 dones) i 144 estaven aturades (74 homes i 70 dones). De les 417 persones inactives 168 estaven jubilades, 115 estaven estudiant i 134 estaven classificades com a «altres inactius».

### Ingressos
El 2009 a Châtillon-sur-Loire hi havia 1.384 unitats fiscals que integraven 3.119 persones, la mediana anual d'ingressos fiscals per persona era de 17.332 €.

### Activitats econòmiques
Dels 155 establiments que hi havia el 2007, 2 eren d'empreses extractives, 5 d'empreses alimentàries, 1 d'una empresa de fabricació de material elèctric, 8 d'empreses de fabricació d'altres productes industrials, 24 d'empreses de construcció, 35 d'empreses de comerç i reparació d'automòbils, 9 d'empreses de transport, 13 d'empreses d'hostatgeria i restauració, 4 d'empreses financeres, 2 d'empreses immobiliàries, 16 d'empreses de serveis, 21 d'entitats de l'administració pública i 15 d'empreses classificades com a «altres activitats de serveis».
Dels 55 establiments de servei als particulars que hi havia el 2009, 1 era una gendarmeria, 1 oficina de correu, 3 oficines bancàries, 7 tallers de reparació d'automòbils i de material agrícola, 1 taller d'inspecció tècnica de vehicles, 1 autoescola, 3 paletes, 4 guixaires pintors, 6 fusteries, 4 lampisteries, 4 electricistes, 1 empresa de construcció, 5 perruqueries, 11 restaurants, 2 agències immobiliàries i 1 saló de bellesa.
Dels 17 establiments comercials que hi havia el 2009, 2 eren supermercats, 1 una botiga de més de 120 m², 4 fleques, 3 carnisseries, 1 una peixateria, 1 una llibreria, 1 una botiga d'equipament de la llar, 1 una sabateria, 1 una botiga de material de revestiment de parets i terra i 2 floristeries.
L'any 2000 a Châtillon-sur-Loire hi havia 27 explotacions agrícoles que ocupaven un total de 1.998 hectàrees.

## Equipaments sanitaris i escolars
L'únic equipament sanitari que hi havia el 2009 era una farmàcia.
El 2009 hi havia una escola elemental. Châtillon-sur-Loire disposava d'un col·legi d'educació secundària amb 294 alumnes.

## Poblacions més properes
El següent diagrama mostra les poblacions més properes.